# Roquan Smith
Roquan Smith (Montezuma, Georgia, 8 de abril de 1997) es un jugador profesional estadounidense de fútbol americano que se desempeña en la posición de linebacker en Baltimore Ravens, equipo de la National Football League (NFL).

## Carrera
Fue seleccionado en la primera ronda en la Reunión Anual de Selección de Jugadores de la NFL de 2018. Hizo su debut profesional con el equipo Chicago Bears, en el cual jugó cinco temporadas (2018-2022), posteriormente pasó a Baltimore Ravens, donde lleva jugando dos temporadas.